# Il santo patrono
Il santo patrono è un film italiano del 1972 diretto da Bitto Albertini.

## Trama
In un paese di collina arriva don Arcadio, un nuovo sacerdote in sostituzione del parroco defunto, ma la sua venuta non è gradita ai paesani, che erano molto affezionati al vecchio parroco.
Una notizia turba inoltre i parrocchiani: la curia ha deciso di sostituire il santo protettore del paese, San Satiro vedovo, con San Silvestro papa.  Effettuando delle ricerche, si è infatti scoperto che San Satiro non è mai esistito, pertanto a breve la curia farà consegnare la nuova statua di San Silvestro, e il sacerdote dovrà restituire la vecchia statua di legno di San Satiro.
Don Arcadio, seppure a malincuore, è costretto ad obbedire agli ordini dei suoi superiori e quindi, come primo intervento, copre con un lenzuolo nero la statua di San Satiro. Un gruppo di bambini, però, intercettata la lettera della curia e riesce con uno stratagemma a fermare il furgone che trasporta la statua di San Silvestro, appropriandosene.
Nel frattempo in paese arrivano alcuni forestieri; incuriositi da quanto vi sta accadendo, ed entrano in chiesa fingendo di voler ammirare la statua di San Satiro.  In realtà sono dei ladri che vogliono rubare la statua, per poterla rivendere a un ricettatore o restituirla ai parrocchiani in cambio di un riscatto.
Il piano criminale va però in fumo perché i bambini, che hanno origliato le conversazioni dei ladri, fanno sparire la statua di San Satiro prima dell'orario convenuto per il furto (truccando l'orologio della torre campanaria, anche grazie alla confusione creatasi nel paese in conseguenza che è la notte del ritorno all'ora solare). I ladri quindi portano via a loro insaputa il bambino che si è sostituito alla statua e che poi riesce a fuggire senza che i banditi si accorgano di nulla.
I bambini, ora in possesso della statua incriminata, decidono di non riportarla in chiesa temendo di non poterla più rivedere. Allestiscono quindi nel loro rifugio presso un lago, una sorta di piccolo "santuario", facendo credere che uno di loro sia stato miracolato e per rendere la cosa più credibile fanno "piangere" la statua del santo con un trucco.
Don Arcadio e i parrocchiani accorrono per rendersi conto di quanto sta accadendo e assistono al presunto miracolo tra la devozione dei presenti, che rendono anche offerte in denaro alla statua.

## Luoghi di ripresa
La pellicola è stata girata a Colle di Tora, paese situato in Provincia di Rieti, sul Lago del Turano.